# Kup Maršala Tita 1950
La Kup Maršala Tita 1950 fu la 4ª edizione della Coppa di Jugoslavia. 1693 squadre parteciparono alle qualificazioni gestite dalle federazioni repubblicane; 64 furono quelle che raggiunsero la coppa vera e propria (gestita dalla FSJ), che si disputò dal 26 novembre al 31 dicembre 1950, dopo la conclusione del campionato (12 novembre).
In questa edizione vennero istituite le "teste di serie" (vođe grupa - capigruppo - in croato), ovvero Dinamo, Hajduk, Stella Rossa e Partizan (velika četvorka, i quattro grandi) che non potevano incrociarsi fra loro fino alle semifinali.
Il trofeo fu vinto dalla Stella Rossa (al terzo successo consecutivo), sconfiggendo in finale la Dinamo Zagabria.
Lo Hajduk Spalato, vincitore del campionato, uscì in semifinale.

## Squadre qualificate
Le 10 squadre di prima divisione, le 11 di seconda e le 12 di terza erano qualificate di diritto. Le altre 31, dalle serie inferiori, sono passate attraverso le qualificazioni.

### Calendario
| Turno                   | Gare        | Date                  | Numero gare | Riduzione squadre |
| ----------------------- | ----------- | --------------------- | ----------- | ----------------- |
| Trentaduesimi di finale | Gara unica  | 26 novembre 1950      | 32          | 64 → 32           |
| Sedicesimi di finale    | Gara unica  | 29 novembre 1950      | 16          | 32 → 16           |
| Ottavi di finale        | Gara unica  | 2 dicembre 1950       | 8           | 16 → 8            |
| Quarti di finale        | Gara unica  | 9 dicembre 1950       | 4           | 8 → 4             |
| Semifinali              | Gara unica  | 16 dicembre 1950      | 2           | 4 → 2             |
| Finale                  | Da definire | 24 e 31 dicembre 1950 | 1           | 2 → 1             |

## Trentaduesimi di finale
La società Naša krila ha cessato l'attività durante il torneo. Ambedue le squadre iscritte si sono ritirate e le avversarie hanno passato il turno per forfait.
| Squadra 1                  | Risultato   | Squadra 2                       |
| -------------------------- | ----------- | ------------------------------- |
| 26 novembre 1950           |             |                                 |
| (3) Borac Banja Luka       | 2 – 1       | Sloboda Tuzla (x)               |
| (x) Branik Maribor         | 0 – 3       | Metalac Zagabria (2)            |
| (1) BSK Belgrado           | 2 – 0       | Slavija Belgrado (x)            |
| (x) Crvena Zvezda Sl. Brod | 0 – 7       | Odred (2)                       |
| (x) Dinamo Vinkovci        | 0 – 8       | Borac Zagabria (2)              |
| (x) Gregorčič Jesenice     | 4 – 0       | Proleter Pola (x)               |
| (x) Jedinstvo Brčko        | 1 – 6       | Lokomotiva Zagabria (1)         |
| (x) Jedinstvo Zemun        | 2 – 1       | Dinamo Pančevo (3)              |
| (2) Kvarner                | 5 – 2       | Slavija Karlovac (x)            |
| (2) Napredak Kruševac      | 5 – 2       | Rabotnički (3)                  |
| (1) Naša krila             | n.d.        | Tekstilac Ravnice Zagabria (x)  |
| (x) Naša Krila II          | n.d.        | Sarajevo (1)                    |
| (2) Podrinje Šabac         | 2 – 1 (dts) | Radnicki Belgrado II (x)        |
| (x) Polet Sombor           | 1 – 2       | Radnički Belgrado (3)           |
| (2) Proleter Osijek        | n.d.        | Budućnost Valjevo (x)           |
| (3) Proleter Zrenjanin     | n.d.        | Bratstvo Subotica (x)           |
| (x) Rabotnik Bitola        | 3 – 1       | Milicioner Skopje (3)           |
| (3) Rudar Trbovlje         | 1 – 5       | Dinamo Zagabria (1)             |
| (x) Šar Tetovo             | 4 – 1       | 11. Oktomvri Kumanovo (2)       |
| (3) Sebenico               | 0 – 2       | Hajduk Spalato (1)              |
| (x) Mura                   | 6 – 0       | Radnik Moslavina (x)            |
| (1) Spartak Subotica       | 5 – 1       | Eđšeg Novi Sad (x)              |
| (3) Sutjeska               | 0 – 2       | Budućnost (1)                   |
| (x) Tekstilac Derventa     | 2 – 0       | Srem (x)                        |
| (x) Tekstilac Varaždin     | 5 – 1       | Guarnigione JNA Škofja Loka (x) |
| (2) Vardar                 | 5 – 1       | Radnički Svilajnac (x)          |
| (3) Velež Mostar           | 5 – 1       | Lovćen (x)                      |
| (3) NK Zagabria            | 0 – 2       | Sloga Novi Sad (2)              |
| (x) Zastava Kragujevac     | 0 – 3       | Dinamo Zaječar (x)              |
| (3) Železničar Lubiana     | 0 – 3       | Stella Rossa (1)                |
| (2) Željezničar            | 0 – 2       | Sloga Svetozarevo (x)           |
| 27 novembre 1950           |             |                                 |
| (x) 6. Oktobar             | 1 – 4       | Partizan (1)                    |

## Sedicesimi di finale
Durante il torneo lo Sloga Novi Sad ha cambiato il nome in Vojvodina.
| Squadra 1              | Risultato   | Squadra 2                      |
| ---------------------- | ----------- | ------------------------------ |
| 29 novembre 1950       |             |                                |
| (2) Borac Zagabria     | 0 – 2       | Napredak Kruševac (2)          |
| (1) BSK Belgrado       | 10 – 1      | Sloga Svetozarevo (x)          |
| (1) Budućnost          | 1 – 1 (dts) | Spartak Subotica (1)           |
| (1) Stella Rossa       | 3 – 0       | Metalac Zagabria (2)           |
| (1) Dinamo Zagabria    | 6 – 1       | Lokomotiva Zagabria (1)        |
| (1) Sarajevo           | 11 – 0      | Rabotnik Bitola (x)            |
| (x) Gregorčič Jesenice | 1 – 2       | Tekstilac Derventa (x)         |
| (1) Hajduk Spalato     | n.d.        | Dinamo Zaječar (x)             |
| (2) Odred              | 1 – 0       | Borac Banja Luka (3)           |
| (2) Podrinje Šabac     | 8 – 0       | Šar Tetovo (x)                 |
| (2) Proleter Osijek    | 3 – 1       | Proleter Zrenjanin (3)         |
| (3) Radnički Belgrado  | 4 – 0       | Jedinstvo Zemun (x)            |
| (x) Mura               | 5 – 3       | Tekstilac Ravnice Zagabria (x) |
| (2) Vardar             | 2 – 1       | Vojvodina (2)                  |
| (3) Velež Mostar       | 2 – 2 (dts) | Tekstilac Varaždin (x)         |
| 30 novembre 1950       |             |                                |
| (2) Kvarner            | 0 – 1       | Partizan (1)                   |

## Ottavi di finale
| Squadra 1              | Risultato | Squadra 2           |
| ---------------------- | --------- | ------------------- |
| 2 dicembre 1950        |           |                     |
| (1) Stella Rossa       | 8 – 1     | Odred (2)           |
| (1) Dinamo Zagabria    | 6 – 0     | Podrinje Šabac (2)  |
| (1) Hajduk Spalato     | 15 – 0    | Mura (x)            |
| (2) Napredak Kruševac  | 0 – 1     | BSK Belgrado (1)    |
| (3) Radnički Belgrado  | 4 – 0     | Budućnost (1)       |
| (x) Tekstilac Derventa | 1 – 8     | Sarajevo (1)        |
| (x) Tekstilac Varaždin | 2 – 0     | Vardar (2)          |
| 3 dicembre 1950        |           |                     |
| (1) Partizan           | 5 – 1     | Proleter Osijek (2) |

## Quarti di finale
| Squadra 1              | Risultato | Squadra 2             |
| ---------------------- | --------- | --------------------- |
| 9 dicembre 1950        |           |                       |
| (1) Dinamo Zagabria    | 4 – 0     | Sarajevo (1)          |
| (1) Hajduk Spalato     | 4 – 3     | Radnički Belgrado (3) |
| (x) Tekstilac Varaždin | 0 – 2     | Stella Rossa (1)      |
| 10 dicembre 1950       |           |                       |
| (1) Partizan           | 3 – 0     | BSK Belgrado (1)      |

## Semifinali
| Squadra 1           | Risultato | Squadra 2          |
| ------------------- | --------- | ------------------ |
| 16 dicembre 1950    |           |                    |
| (1) Dinamo Zagabria | 2 – 1     | Hajduk Spalato (1) |
| 17 dicembre 1950    |           |                    |
| (1) Stella Rossa    | 1 – 0     | Partizan (1)       |

## Finale
| Arbitro: | Marijan Matančić (Belgrado) |

|              |           |           |
| Ognjanov 77’ | Marcatori | 25’ Wölfl |

| STELLA ROSSA:        |  |                         |  |
|                      |  |                         |  |
| P                    |  | Srđan Mrkušić           |  |
|                      |  | Dimitrije Tadić         |  |
|                      |  | Ivan Zvekanović         |  |
|                      |  | Bela Palfi              |  |
|                      |  | Milivoje Đurđević       |  |
|                      |  | Predrag Đajić           |  |
|                      |  | Tihomir Ognjanov        |  |
|                      |  | Rajko Mitić             |  |
|                      |  | Kosta Tomašević         |  |
|                      |  | Siniša Zlatković        |  |
|                      |  | Branislav Vukosavljević |  |
| Allenatore:          |  |                         |  |
| Aleksandar Tomašević |  |                         |  |

| DINAMO:      |  |                   |  |
|              |  |                   |  |
| P            |  | Branko Stinčić    |  |
|              |  | Svemir Delić      |  |
|              |  | Tomislav Crnković |  |
|              |  | Krešo Pukšec      |  |
|              |  | Ivan Horvat       |  |
|              |  | Dragutin Cizarić  |  |
|              |  | Branko Režek      |  |
|              |  | Božidar Senčar    |  |
|              |  | Franjo Wölfl      |  |
|              |  | Željko Čajkovski  |  |
|              |  | Zvonko Strnad     |  |
| Allenatore:  |  |                   |  |
| Bernard Hügl |  |                   |  |

### Ripetizione
```
Secondo il regolamento, se la finale finisce in parità anche dopo i 
tempi supplementari
, il vincitore non viene determinato mediante sorteggio, bensì si disputa una nuova partita.
[
8
]
```

| Arbitro: | Leo Lemešić (Spalato) |

|                                              |           |  |
| Vukosavljević 60’ Ognjanov 77’ Tomašević 82’ | Marcatori |  |

| STELLA ROSSA:        |  |                         |  |
|                      |  |                         |  |
| P                    |  | Srđan Mrkušić           |  |
|                      |  | Milorad Diskić          |  |
|                      |  | Ivan Zvekanović         |  |
|                      |  | Bela Palfi              |  |
|                      |  | Milivoje Đurđević       |  |
|                      |  | Predrag Đajić           |  |
|                      |  | Tihomir Ognjanov        |  |
|                      |  | Rajko Mitić             |  |
|                      |  | Kosta Tomašević         |  |
|                      |  | Siniša Zlatković        |  |
|                      |  | Branislav Vukosavljević |  |
| Allenatore:          |  |                         |  |
| Aleksandar Tomašević |  |                         |  |

| DINAMO:      |  |                   |  |
|              |  |                   |  |
| P            |  | Branko Stinčić    |  |
|              |  | Svemir Delić      |  |
|              |  | Tomislav Crnković |  |
|              |  | Krešo Pukšec      |  |
|              |  | Ivan Horvat       |  |
|              |  | Dragutin Cizarić  |  |
|              |  | Stjepan Kašner    |  |
|              |  | Branko Režek      |  |
|              |  | Dionizije Dvornić |  |
|              |  | Božidar Senčar    |  |
|              |  | Zvonko Strnad     |  |
| Allenatore:  |  |                   |  |
| Bernard Hügl |  |                   |  |